# Галицька Олександра Яківна
Олександра Яківна Га́лицька (Бахтіна; нар. 10 березня 1955, Курахівдрес) — українська театральна актриса. Заслужена артистка України з 2019 року.

## Біографія
Народилася 10 березня 1955 року в селищі Курахівдрес (нині місто Курахове Покровського району Донецької області, Україна). 1976 року закінчила Дніпропетровське театральне училище, де навчалася на курсі Григорія Кононенка.
Протягом 1976—1985 років працювала у Дніпропетровському російському драматичному театрі імені Максима Горького; у 1985—1989 роках — у Дніпропетровському театрі юного глядача ; у 1989—1990 роках — знову у Дніпропетровському російському драматичному театрі імені Максима Горького; з 1991 року — знову у Дніпропетровському театрі юного глядача. Нині актриса Дніпропетровського академічного обласного українського молодіжного театру.

## Ролі
- Катерина — «Принижені та скривджені» за Федором Достоєвським;
- Людмила — «Пізня любов» Олександра Островського;
- Катрін — «Матінка Кураж та її діти» Бертольта Брехта;
- Маргарита — «Майстер і Маргарита» за Михайлом Булгаковим;
- Маріанна — «Сцени з подружнього життя» Інгмара Бергмана;
- Цезонія — «Калігула» Альбера Камю;
- Анна — «Квітень у новорічну ніч» Г. Кунцева;
- Жанна — «Собор» за Олесем Гончаром;
- Анні Сюллівен — «Та, що створила чудо» Вільяма Ґібсона;
- Дашкова — «Хто поїде в Канаду?..» Т. Клебанської.